# Fanafdelingen i Brøndbyernes IF
Fanafdelingen er en samlende organisation af fans af Brøndby IF.
Foreningen er stiftet i 2018 og havde til formål at samle Brøndby Supporters Trust, Alpha Brøndby, Brøndby Support og Svinget i én fælles forening, ligesom den faciliterer et demokratisk valg af fanrepræsentanten til Brøndby IFs bestyrelse og understøtter dennes arbejde.
I 2023 stod Fanafdelingen for forhandlinger med Brøndby IFs nye majoritetsejere Global Football Holdings om en værdiaftale, der skulle sikre fansene og klubben imod de nye ejere. Efter store protester på tværs af fanmiljøet og et nedbrud i forhandlingerne, fik Fanafdelingen i maj 2023 forhandlet en historisk aftale hjem med de nye amerikanske ejere. Den 11. juni 2023 stemte medlemmerne af Fanafdelingen aftalen igennem.